# Slag om het Esperokonvooi
De Slag om het Esperokonvooi was een van de allereerste zeeslagen van de Tweede Wereldoorlog die werd uitgevochten tussen schepen van de Italiaanse Regia Marina enerzijds en schepen van de Britse Royal Navy en Australische Royal Australian Navy. De ‘ontmoeting’ vond op 28 juni 1940 plaats ten zuidwesten van Kreta, toen een strijdmacht van zeven kruisers en zestien torpedobootjagers, die drie geallieerde konvooien op weg naar Alexandrië escorteerden, een klein Italiaans konvooi in het oog kreeg. Het Italiaanse konvooi bestond uit drie torpedobootjagers die onderweg waren van Tarente naar Tobroek.

## Achtergrond
Op 10 juni 1940 verklaarde Italië de oorlog aan Frankrijk en het Verenigd Koninkrijk. Het Italiaanse opperbevel (Comando Supremo), die een Britse aanval met pantsertroepen op de Cyrenaica voorspelde, besliste dat zo snel mogelijk een antitank-eenheid bij de havenstad Tobroek moest worden opgesteld. De eenheid bevatte tien pantserafweerkanonnen, 120 ton munitie en 162 militairen.

## De twee strijdmachten
De Italianen kozen drie torpedobootjagers van de ‘Turbine’-klasse om de antitankeenheid naar Tobroek te transporteren. Deze schepen werden uitgekozen dankzij hun hoge snelheid en grote laadruimen. De gekozen torpedobootjagers waren de Espero (het vlaggenschip), de Zeffiro en de Ostro. De schepen van deze klasse konden snelheden van 36 knopen halen. De bevelhebber van het Italiaanse eskadron was kapitein Enrico Baroni.
Tegelijkertijd waren drie geallieerde konvooien (twee uit Malta en een vanuit Griekenland) onderweg naar Alexandrië, die geëscorteerd werden door zeven kruisers (twee lichte kruisers, de HMS Capetown en de HMS Caledon, de andere kwamen van het ‘7th Squadron’: de HMS Liverpool, de HMS Orion, de HMAS Sydney, de HMS Gloucester en de HMS Neptune) en zestien torpedobootjagers. Alle 32 schepen vielen onder het commando van vice-admiraal John Tovey. Verkenningsvliegtuigen uit Alexandrië en van Malta ondersteunden de geallieerde operatie.

## De slag

Schematische tekening van de slag

De Italiaanse torpedobootjagers werden ’s middags op ongeveer tachtig kilometer ten zuidwesten van het eiland Zakynthos door twee watervliegtuigen van het type Short Sunderland opgemerkt. Ze waren binnen het bereik van Tovey’s strijdmacht, waarop de vice-admiraal de kruisers beval om de vijandige schepen van twee kanten te onderscheppen.
Om 18:30 lokale tijd begonnen de eerste salvo’s van de 6-inch kanonnen van de vijf geallieerde kruisers van een afstand van zestien km op het verraste Italiaanse konvooi neer te vallen. Baroni, die besefte dat hij ondanks de hoge snelheid van zijn schepen volledig kansloos was, probeerde om door middel van rookgordijnen de andere schepen te dekken en via ontwijkende manoeuvres zijn veel sterkere tegenstanders af te schudden. Terwijl Baroni op zijn vlaggenschip achterbleef om een ongelijke strijd aan te gaan voeren de Zeffiro en de Ostro op volle kracht naar het zuidwesten.
Pas om 19:20 trof een salvo vanaf 12,8 km de Espero. Tegen die tijd had Tovey de achtervolging van de andere twee torpedobootjagers afgebroken. De schepen van het 7th Squadron hadden ruim 5.000 granaten afgevuurd voordat de Espero was gezonken, na twee uur en tien minuten van zware strijd.
Een enkele 120-mm granaat raakte de Liverpool, maar veroorzaakte slechts lichte schade. De slag resulteerde in zo’n tekort aan munitie dat twee reeds geplande konvooien die vanuit Malta zouden vertrekken voor twee weken werden opgeschort. De HMAS Sydney redde 47 man van de Italiaanse torpedobootjager en zes anderen werden 22 dagen later levend door een Italiaanse onderzeeër opgepikt. Kapitein Baroni werd samen met zijn schip vermist en hij werd postuum onderscheiden met de Medaglia d’oro al valor militare. De Zeffiro en de Ostro bereikten de volgende dag Benghazi en arriveerden kort daarna in Tobroek. Uiteindelijk werd twee derde van het konvooi gered.

## Nasleep
Uit deze slag volgden voor beide partijen twee belangrijke lessen. Voor de geallieerden was het dat bij operaties op zee bij daglicht op de lange afstand onwaarschijnlijk was dat het beslissend zou zijn als de vijandelijke eenheden sneller waren dan de eigen schepen. Voor de Italianen was dit een dreigende voorspelling van het belang van goed gecoördineerde surveillance vanuit de lucht. Als Italiaanse toestellen de geallieerde kruisers hadden gezien voordat ze binnen vuurbereik waren, zouden de drie torpedobootjagers ongedeerd zijn ontsnapt.